# Ралли Испании

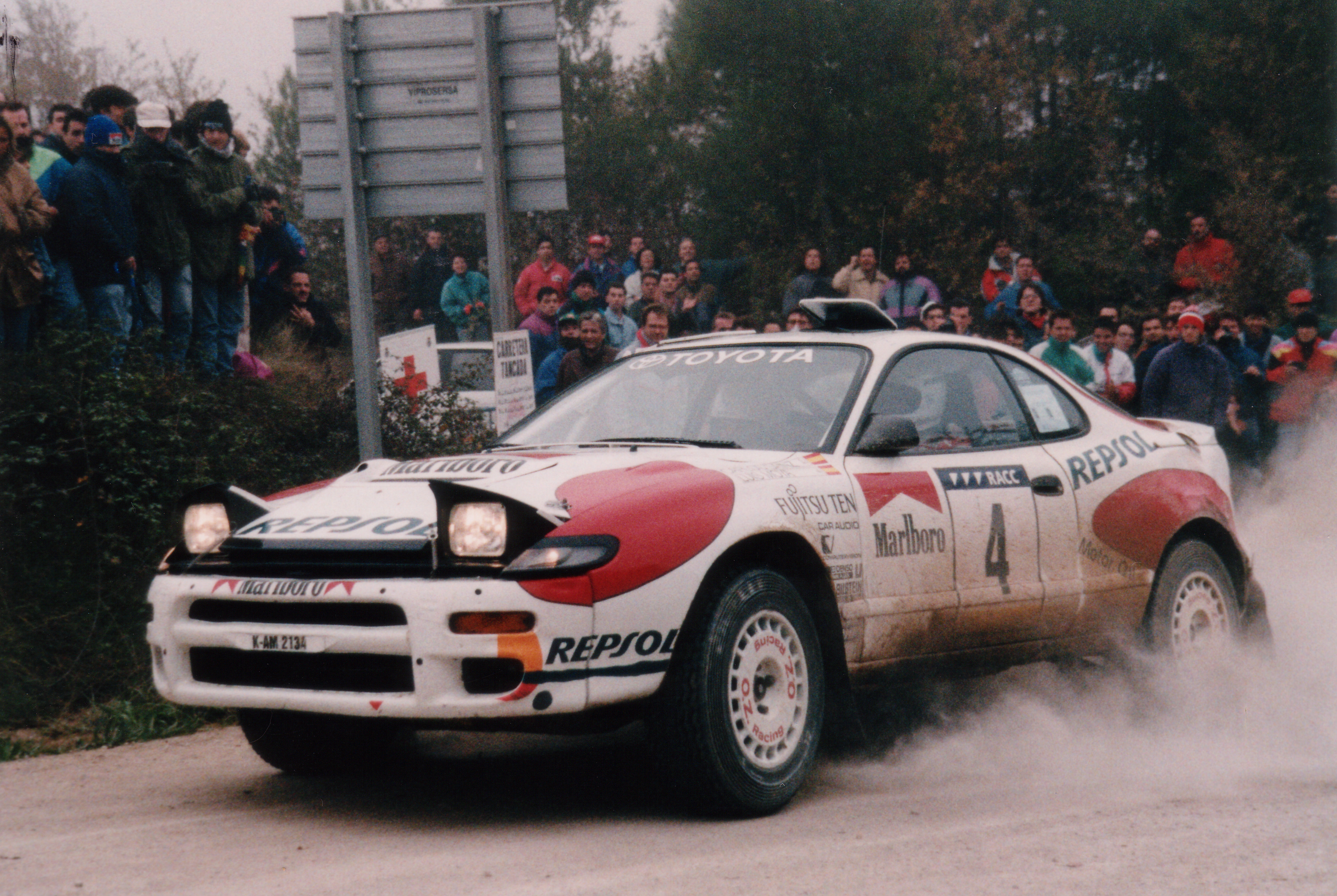
Карлос Сайнс

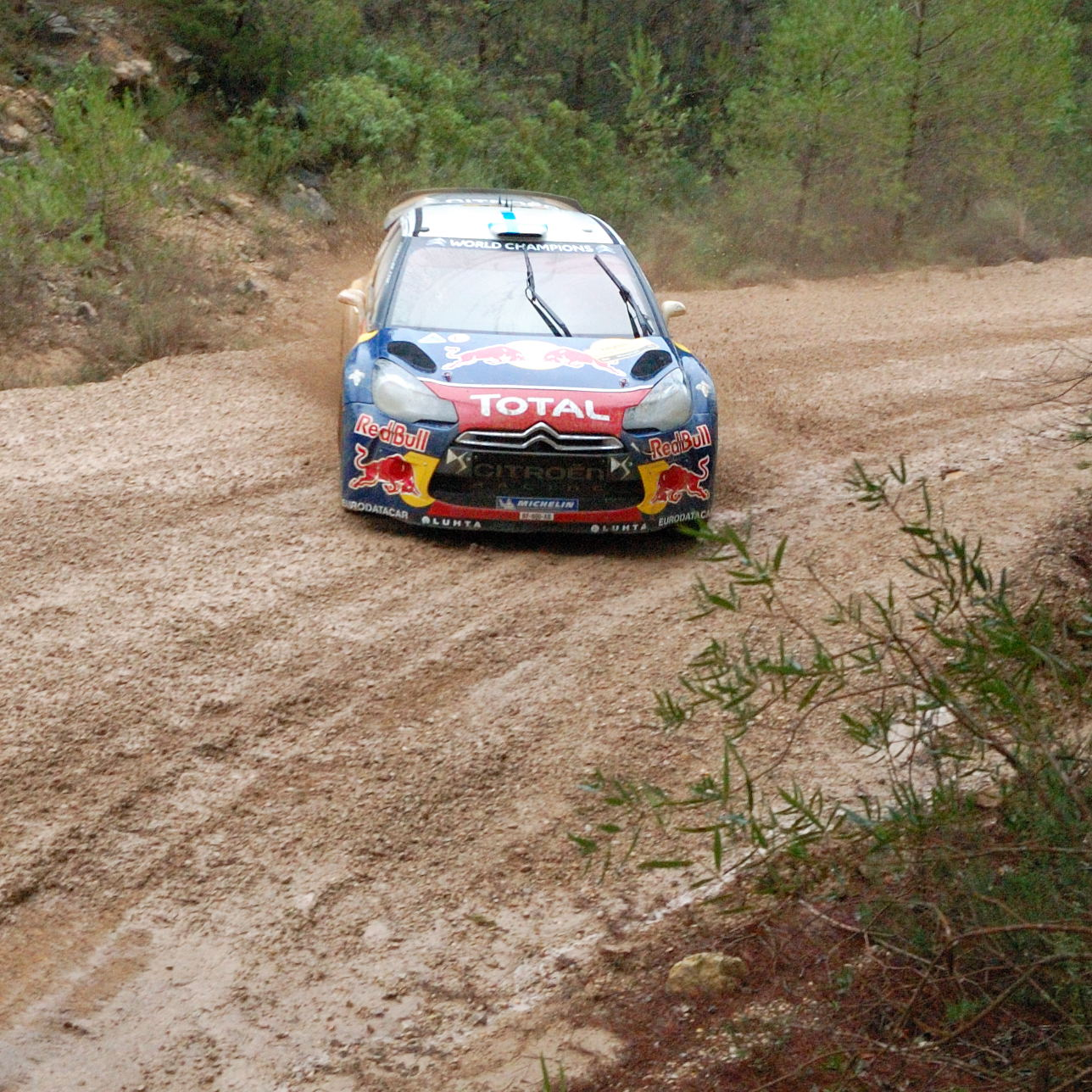
Микко Хирвонен

Ралли Испании (исп. Rally de España)  (также известное как Ралли Каталонии, исп. Rally Cataluña) – раллийная гонка, проводящаяся в провинции Каталония в Испании с 1957 года. В 1980-90-х годах – этап чемпионата Европы, а с 1991 года входит в календарь чемпионата мира.
За время проведения подавляющее большинство побед было одержано испанскими и французскими пилотами – 39. Команда Citroën и её пилот Себастьен Лёб были непобедимы в Каталонии с 2005 по 2012 год. Французские гонщики с девятнадцатью победами также трижды добивались дубля: в 1999 , 2001 и 2003 годах .

## История
Первые раллийные соревнования в Каталонии проводились с 1916 по 1920 годы под названием «Volta a Catalunya». После продолжительно перерыва они были возобновлены в середине пятидесятых годов, а 28 апреля 1957 года стартовало первое официальное Ралли Каталонии. Был разработан маршрут с пятью отправными точками (Мадрид, Валенсия, Сан-Себастьян, Андорра и Барселона). С 1965 по 1972 год мероприятие не проводилось. В 1980 году гонка дебютировала в составе чемпионата Европы (но с самым низким коэффициентом в категории). Одновременно с этим в Каталонии также проводилось Ралли Коста-Брава (и имело самый высокий коэффициент в континентальных соревнованиях, но при этом обладало меньшими финансовыми ресурсами). В результате этого вскоре два этих мероприятия были объединены.
А еще через несколько лет Ралли Испании вошло в календарь чемпионата мира, но учитывалось только в зачёте пилотов. Соревнование проводилось в течение четырех дней и состояло из 35 спецучастков общей протяженностью в 594 км. Победу одержал немец Армин Шварц на Toyota Celica GT-4. Этап был перенесен на ноябрь и проводился недалеко от Жироны на смешанном покрытии (асфальт и гравий). В следующем году Карлос Сайнс и Юха Канккунен подошли к испанскому этапу (предпоследнему в том сезоне) в качестве претендентов на титул. Сайнс был лидером состязания со старта до финиша и выиграл, опередив Канккунена на 35 секунд.
В 1994 году мероприятие было исключено из календаря из-за ротации, введенной FIA на три года, поэтому оно был засчитано только для 2-литрового чемпионата. В 1993 году были внесены важные изменения и из маршрута были удалены все гравийные участки, а в 1997 году ралли перенесли с осени на весну. В том же году FIA представила новую категорию чемпионата мира - World Rally Car. Однако в некоторых соревнованиях, таких как Ралли Каталонии, группа А продолжала одерживать победы. Томми Мякинен победил на своем Mitsubishi Lancer EVO IV , а также стал первым финном, добившимся победы в испанской гонке. В 2010 году Ралли Испании вновь стало проводиться на смешанном покрытии и были возвращены гравийные участки, но за несколько дней до празднования 55-летия соревнования  организаторами было объявлено, что с 2021 года гонка снова будет проходить только на асфальте.

## Победители

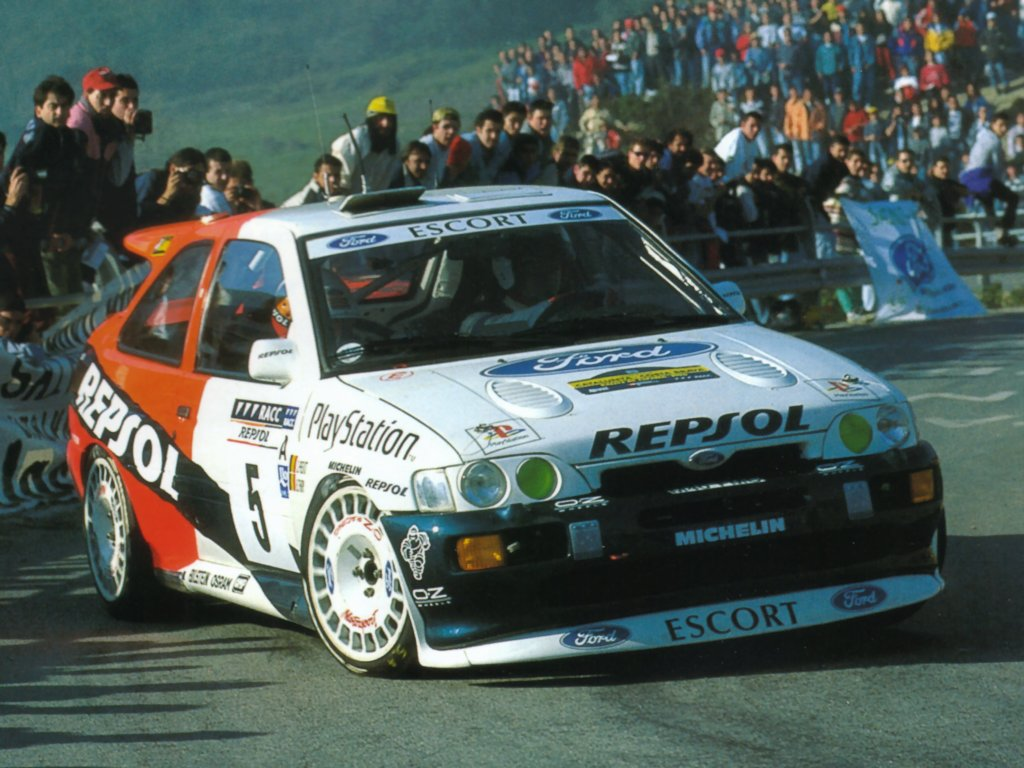
Ford Escort (1996)

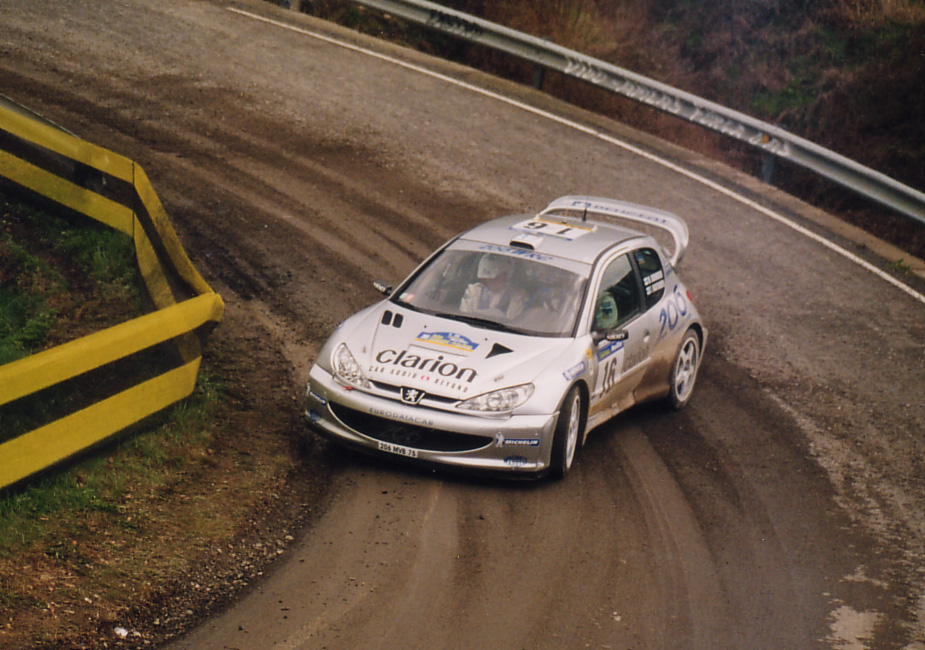
Маркус Гронхольм (2000)

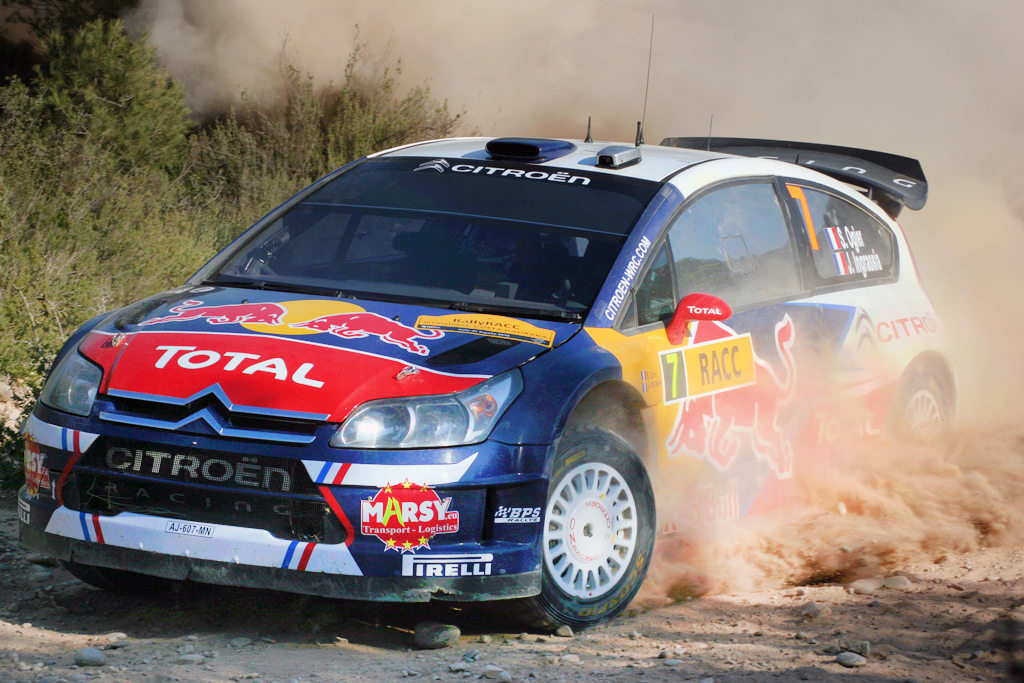
Себастьен Ожье (2010)

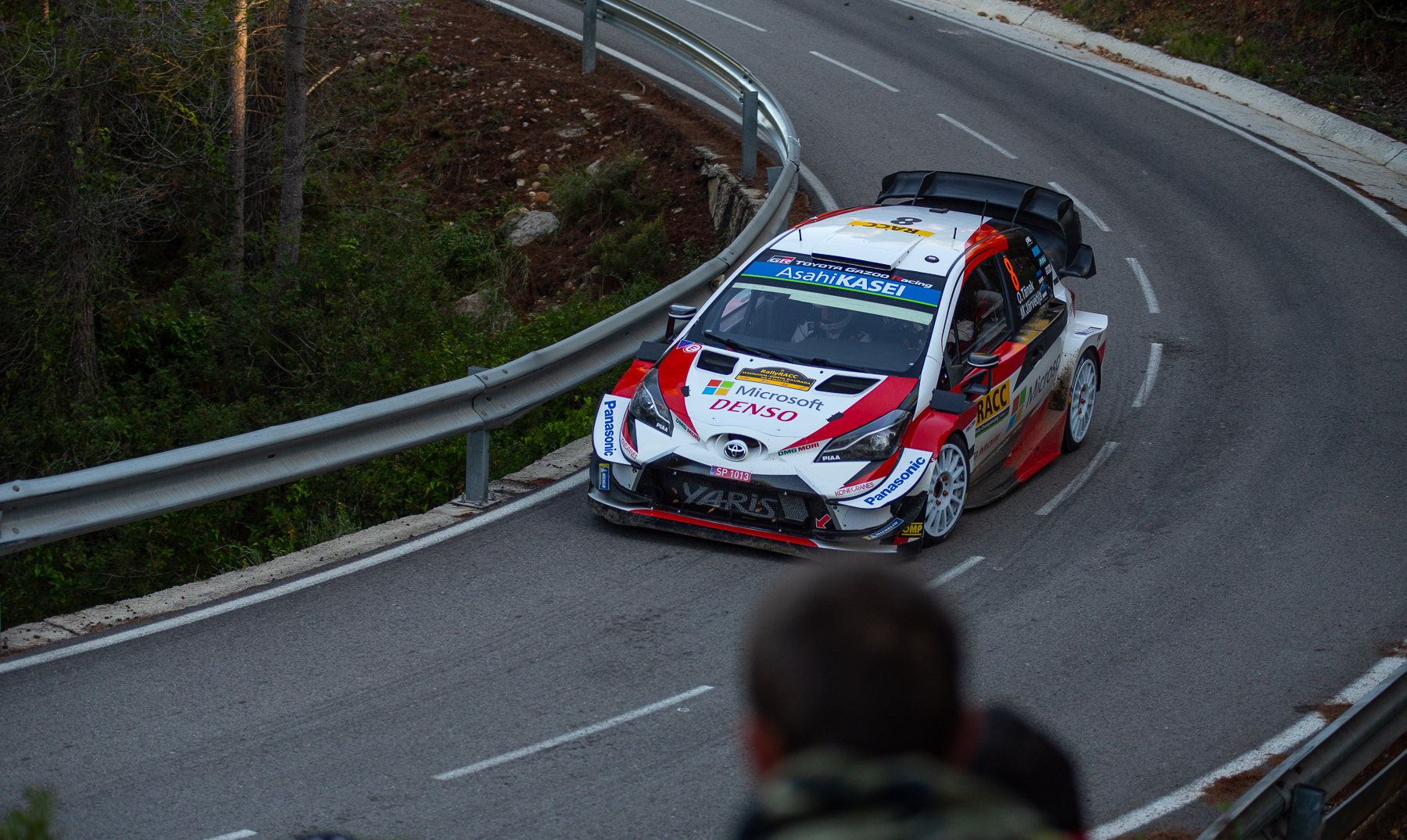
Отт Тянак (2018)

Только этапы в составе чемпионата мира.
| Сезон | Пилот              | Автомобиль                  |       |
| ----- | ------------------ | --------------------------- | ----- |
| 1991  | Армин Шварц        | Toyota Celica GT-Four ST165 |       |
| 1992  | Карлос Сайнс       | Toyota Celica Turbo 4WD     |       |
| 1993  | Франсуа Делекур    | Ford Escort RS Cosworth     |       |
| 1995  | Карлос Сайнс       | Subaru Impreza 555          |       |
| 1996  | Колин Макрей       | Subaru Impreza 555          |       |
| 1997  | Томми Мякинен      | Mitsubishi Lancer Evo IV    |       |
| 1998  | Дидье Ориоль       | Toyota Corolla WRC          |       |
| 1999  | Филипп Бугалски    | Citroën Xsara Kit Car       |       |
| 2000  | Колин Макрей       | Ford Focus RS WRC 00        |       |
| 2001  | Дидье Ориоль       | Peugeot 206 WRC             |       |
| 2002  | Жиль Паницци       | Peugeot 206 WRC             |       |
| 2003  | Жиль Паницци       | Peugeot 206 WRC             |       |
| 2004  | Маркко Мартин      | Ford Focus RS WRC 04        |       |
| 2005  | Себастьен Лёб      | Citroën Xsara WRC           |       |
| 2006  | Себастьен Лёб      | Citroën Xsara WRC           |       |
| 2007  | Себастьен Лёб      | Citroën C4 WRC              |       |
| 2008  | Себастьен Лёб      | Citroën C4 WRC              |       |
| 2009  | Себастьен Лёб      | Citroën C4 WRC              |       |
| 2010  | Себастьен Лёб      | Citroën C4 WRC              |       |
| 2011  | Себастьен Лёб      | Citroën DS3 WRC             |       |
| 2012  | Себастьен Лёб      | Citroën DS3 WRC             |       |
| 2013  | Себастьен Ожье     | Volkswagen Polo R WRC       | Отчёт |
| 2014  | Себастьен Ожье     | Volkswagen Polo R WRC       | Отчёт |
| 2015  | Андреас Миккельсен | Volkswagen Polo R WRC       | Отчёт |
| 2016  | Себастьен Ожье     | Volkswagen Polo R WRC       | Отчёт |
| 2017  | Крис Мик           | Citroën C3 WRC              | Отчёт |
| 2018  | Себастьен Лёб      | Citroën C3 WRC              | Отчёт |
| 2019  | Тьерри Невилль     | Hyundai i20 Coupe WRC       | Отчёт |
| 2021  | Тьерри Невилль     | Hyundai i20 Coupe WRC       | Отчёт |
| 2022  | Себастьен Ожье     | Toyota GR Yaris Rally1      | Отчёт |

## Многократные победители
| Победы | Пилот          | Годы                   |
| ------ | -------------- | ---------------------- |
| 9      | Себастьен Лёб  | 2005–2012, 2018        |
| 4      | Себастьен Ожье | 2013, 2014, 2016, 2022 |
| 2      | Карлос Сайнс   | 1992, 1995             |
| 2      | Колин Макрей   | 1996, 2000             |
| 2      | Дидье Ориоль   | 1998, 2001             |
| 2      | Жиль Паницци   | 2002, 2003             |
| 2      | Тьерри Невилль | 2019, 2021             |

### Многократные призёры (только чемпионат мира)
| Подиумы | Пилот             | Годы |
| ------- | ----------------- | ---- |
| 10      | Себастьен Лёб     |      |
| 9       | Дани Сордо        |      |
| 7       | Микко Хирвонен    |      |
| 6       | Себастьен Ожье    |      |
| 5       | Яри-Матти Латвала |      |